# Municipio de Ayr (Nebraska)
El municipio de Ayr (en inglés: Ayr Township) es un municipio ubicado en el condado de Adams en el estado estadounidense de Nebraska. En el año 2010 tenía una población de 413 habitantes y una densidad poblacional de 4,43 personas por km².

## Geografía
El municipio de Ayr se encuentra ubicado en las coordenadas 40°28′26″N 98°26′5″O / 40.47389, -98.43472. Según la Oficina del Censo de los Estados Unidos, el municipio tiene una superficie total de 93.32 km², de la cual 93,24 km² corresponden a tierra firme y (0,08 %) 0,08 km² es agua.

## Demografía
Según el censo de 2010, había 413 personas residiendo en el municipio de Ayr. La densidad de población era de 4,43 hab./km². De los 413 habitantes, el municipio de Ayr estaba compuesto por el 99,03 % blancos, el 0,24 % eran amerindios, el 0,24 % eran de otras razas y el 0,48 % eran de una mezcla de razas. Del total de la población el 1,21 % eran hispanos o latinos de cualquier raza.